# Luciano Sgrizzi
Luciano Sgrizzi (* 30. Oktober 1910 in Bologna; † 11. September 1994 in Monte Carlo) war ein italienischer Pianist, Cembalist und Komponist.

## Leben und Werk
Luciano Sgrizzi erhielt von seinem Onkel, einem Amateurmusiker, ersten Musikunterricht. Er sollte zunächst das Geigenspiel erlernen. Als 7-Jähriger erhielt er dann Klavierunterricht. Er entwickelte sich künstlerisch so rasch, dass er als 12-Jähriger an der Accademia Filarmonica in Bologna sein Diplom ablegte. Von 1920 bis 1921 studierte er dann Klavier und Harmonielehre am Konservatorium in Bologna und dann noch Orgel und Komposition.
Als Solist trat er regelmäßig in Italien und Lateinamerika auf. Seit seinem 9. Lebensjahr komponierte er regelmäßig. Von 1927 bis 1931 perfektionierte er sich in den Fächern Orgel und Komposition bei Luigi Ferrari-Trecate am Konservatorium von Parma. Hier wurde er zum Abschluss seines Studiums mit einem 1. Preis im Fach Klavier ausgezeichnet.
Er nahm, von den faschistischen Entwicklungen in Italien abgestoßen, ein Angebot aus der Schweiz an und arbeitete dort als Pianist und Komponist. Von 1934 bis 1937 studierte er jeweils im Winter bei Albert Bertelin in Paris. Er lernte Léonce de Saint Martin, den Organisten von Notre Dames, und Georges Migot kennen. Sgrizzis Kompositionen wurde speziell in Paris immer häufiger gespielt.
Den Zweiten Weltkrieg verbrachte er in der Schweiz. Scheinbar verlor er in dieser Zeit die Freude an der Musik. 1947 begann er dann eine Zusammenarbeit mit Radio Lugano. Er verfasste für diesen Sender musikalische Chroniken und stellte Musikwerke vor. In dieser Zeit nahm er seine Arbeit als Instrumentalist und Komponist wieder auf. Er realisierte zahlreiche Ur- und Erstaufführungen italienischer und Schweizer Komponisten. 1948 spielte er zum ersten Male auf einem Cembalo. Er machte rasche Fortschritte auf diesem Instrument, so dass er kurz darauf öffentliche Cembalo-Konzerte geben konnte. Seit 1951 war er Mitglied der von Edwin Loehrer geleiteten Società Cameristica in Lugano. Zwischen 1958 und 1960 gab er mit Erwin Loehrer und dessen Ensemble zahlreiche Konzerte im Bereich der Alten Musik. Diese Konzerte ließen Schallplattenlabel aufhorchen. Trotz dieser Erfolge blieb er bis 1974 bei Radio Lugano.
1970 verlor er ein Auge. Trotz dieser intensiven Behinderung konnte er seine musikwissenschaftlichen Forschungen fortsetzen. Er stellte seinem Publikum zahlreiche unbekannte Werke italienischer und französischer Komponisten vor. Er verschaffte sich auch als Herausgeber von Partituren einen Namen.
Luciano Sgrizzi schrieb unter anderem ein Klavierkonzert (1936), die Suite belge für Kammerorchester (1952), die Elegiae scherzo für Flöte, Fagott und Klavier (auch für Flöte und kleines Orchester, 1952), die Suite serenata (1953), das Divertimento Viottiana (1954) und die Sinfonietta rococò (1954) für kleines Orchester, die English Suite für Kammerorchester (1956), das Capricio für Flöte und kleines Orchester (1957), die Ostinati für Klavier (1960) sowie zahlreiche freie Bearbeitungen.